# Я обвиняю

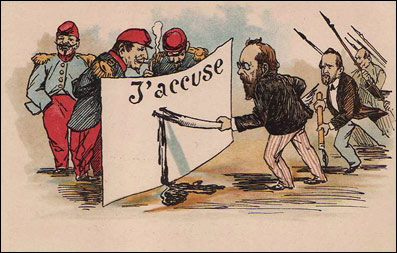
Шарж на Эмиля Золя и его статью. Открытка, 1899

«Я обвиня́ю» (фр. «J’Accuse…!») — статья французского писателя Эмиля Золя, опубликованная в ежедневной газете «Орор» (фр. «L’Aurore»), редактором которой был Жорж Клемансо, 13 января 1898 года.
Статья написана в форме открытого письма, адресованного президенту Франции Феликсу Фору. В ней знаменитый писатель обвинил французское правительство в антисемитизме и противозаконном заключении в тюрьму капитана артиллерии Альфреда Дрейфуса. Золя указывал на предвзятость военного суда и на полное отсутствие реальных улик. Изложенная красочным языком, подробная, логичная, продуманная и аргументированная статья была основана на материалах, предоставленных писателю начальником французской контрразведки полковником Пикаром, убеждённым в невиновности Дрейфуса.
Письмо было напечатано на первой полосе газеты и произвело эффект разорвавшейся бомбы как в самой Франции, так и далеко за её пределами, разделив на дрейфусаров и антидрейфусаров общественное мнение практически всей Европы.
В связи с этой публикацией Золя был обвинён в клевете и осуждён 23 февраля 1898 года. Чтобы избежать тюрьмы, писатель бежал в Англию; полковник Пикар был арестован, лишён воинского звания и приговорён к тюремному заключению. Золя смог вернуться во Францию лишь после самоубийства полковника Анри и бегства майора Эстерхази (двух, помимо самого Дрейфуса, главных фигурантов его дела) в июне 1899 года. После помилования Дрейфуса полковник Пикар был полностью реабилитирован и впоследствии стал дивизионным генералом и военным министром Французской республики.
Статья Золя вызвала широкий резонанс в культурном мире, став доказательством того влияния, которое интеллектуальная элита способна оказать на стоящих у власти. Сегодня она признана классическим шедевром газетной публицистики.
Существует несколько версий перевода статьи на русский язык, выложенных в свободный доступ в сети Интернет.

## Тексты письма
- J'accuse Архивная копия от 15 мая 2021 на Wayback Machine // l’Aurore du 13 janvier 1898
- Золя Э. Я обвиняю (перевод О. Пичугина) // журнала «История». — 2009. — № 20.
- Золя Э. Я обвиняю: Письмо господину Феликсу Фору, президенту республики Архивная копия от 14 ноября 2018 на Wayback Machine // Золя Э. Собрание сочинений в 26-ти т. Т. 26. — М.: Государственное издательство художественной литературы, 1967. — С. 216—232. — 785 с.